# しゅごキャラ!
『しゅごキャラ！』は、PEACH-PITによる日本の漫画作品、およびそれを原作とするテレビアニメ作品。テレビアニメ版の2年目は、『しゅごキャラ!! どきっ』、3年目は『しゅごキャラ！ パーティ！』と題名を変遷している。『しゅごキャラ！』が第32回講談社漫画賞児童部門受賞。

## 概要
講談社の少女向け雑誌『なかよし』2006年2月号から2010年2月号まで連載された、PEACH-PITが初めて手掛ける少女漫画である。また、『なかよし』増刊枠『なかよしラブリー』に番外編が掲載されたことがある。なお、2009年2月号については、『なかよしラブリー』2007年冬の号に掲載された番外編に差し替えられた。第1話掲載の『なかよし』2006年2月号では巻頭カラーでスタートしたものの、表紙ではあまり目立たない形での掲載だった。その後『なかよし』の看板作品となり、第10巻までの単行本売上数は累計300万部を突破している。第32回講談社漫画賞児童部門も受賞している。また、2010年4月号から同年6月号および同年9月号にて『しゅごキャラ！アンコール！』というタイトルで続編が発表された。そしてこの該当タイトル作品の最終回を持って本シリーズは完結した。その後、『なかよし』2011年4月号のスペシャルピンナップポスターでは、中学生になったあむたちが描かれた。
コンビ漫画家であるPEACH-PITは、『ローゼンメイデン』ではえばら渋子、『ZOMBIE-LOAN』では千道万里、など、作品によってメインの作画担当者を変えているが、本作では「両者がメイン作画で、キャラクターごとに作画を分担する」という新たな体制をとっており、作中にはえばら作画のキャラクターと千道作画のキャラクターが混在している。
2007年10月よりテレビアニメ化され、テレビ東京系列局他にて放送された。2008年10月より2期目となる『しゅごキャラ!! どきっ』が開始（『どきっ』部分は、2つめの『!』マークの読み方をあらわしている）2009年10月より3期目となる「しゅごキャラパーティー!」が開始した。「パーティー!」ではコンプレックス形式を採用しており、番組内容は「しゅごキャラ!! どきっ」の続編「しゅごキャラ!!! どっきどき」（ただし、ストーリーは原作にはないオリジナルストーリー）及び、しゅごキャラたちが活躍する「しゅごキャラぷっちぷち!」、歴代の主題歌等を担当していたハロー!プロジェクト所属ユニットのひとつ、『しゅごキャラエッグ! 』メンバーのコーナー、しゅごキャラ図鑑による4本立てとなる。2010年3月でアニメの『しゅごキャラ！』シリーズの放送は終了した。
2023年10月、続編のシリーズの連載が2024年夏ごろより開始と発表され、2024年8月から「しゅごキャラ！ ジュエルジョーカー」のタイトルで『なかよし』9月号から連載されている。中学生になったあむとしゅごキャラを描く。略称は「しゅごキャラJJ」。

## あらすじ
「クール&スパイシー」と評判の小学生・日奈森あむは、通っている聖夜学園の児童だけではなく、他校生からも尊敬されたり恐れられたりしているが、実際は意地っ張りで口下手で恥ずかしがり屋なごく普通の少女である。ある日、彼女は「どうかあたしに、なりたい自分に生まれ変わるための勇気をください」と願うと、翌朝彼女のベッドの中にチェック柄の3つのたまごが現れ、中からラン、ミキ、スゥの3人のしゅごキャラが生まれた。3人はともに彼女の「なりたい自分」が形になったものだった。
しゅごキャラが生まれたことで、あむは彼女と同じくしゅごキャラの持ち主の子供たちのみで構成された聖夜学園の組織・ガーディアンから、×たま（ばつたま）を浄化する特別役職・ジョーカーに任命される。さらには何でも願いを叶えてくれるという真っ白な卵・エンブリオを狙うイースター社との戦いに巻き込まれていく。彼女は×たま浄化を通じてイースター社側の人間をも改心させ、また彼女自身も成長していくこととなる。

## キャラクター
- 日奈森亜夢
- 辺里唯世
- 藤咲なでしこ / なぎひこ
- 相馬空海
- 結木やや
- 真城りま
- 三条海里
- 柊りっか
- 天河司

- 月詠幾斗
- ほしな歌唄
- 星名一臣
- 二階堂悠
- 三条ゆかり
- 九十九
- ルル・ド・モルセール
- ひかる

## 用語

### こころのたまご関連
しゅごキャラ
なりたい自分が形になった存在。掌に乗るほどの大きさで、2頭身の人形のような姿をしている。空を飛ぶことができ（アニメ版や「しゅごキャラちゃん!」ではその設定を忘れて行動することがある）、大抵は持ち主の近くにいる。体力は曖昧で、持ち主自身に信じてもらえなければ消えてしまう存在でもある。持ち主と顔や髪形が似ていることが多い。基本的にはキャラ持ちにしか姿が見えないが、幼い子供や霊感があったり過去にキャラ持ちだった大人ならば、しゅごキャラを見たり声を聞いたりすることができる。さらにはキャラ持ちの人物と長期に付き合うことによっても見えるようになる場合もある。動物とは普通に会話できる。お化けと勘違いされて腹を立てる場面も見られる。
その誕生の条件には2種類あり（主に意志の完成度に影響される）、それがキャラチェンジ後の性格やキャラなり後の全身のコンセプトを決定する条件にもなる。キャラ持ちの人間が本来弱い意志や不完全な意志の持ち主だったりする場合は、キャラなりやキャラチェンジ後にしゅごキャラ自身の性格や特徴の影響を強く受けやすい。
しゅごたま
しゅごキャラのたまご。しゅごキャラの寝床でもある。こころのたまごの中で特に強力な力を持ったものがしゅごたまとなり得る。
キャラ持ち（キャラもち）
しゅごキャラを持っている人間のこと。しゅごキャラを多く持つということは「なりたい自分」がそれだけ多いということである。
こころのたまご / ココロのたまご
人間の「願い」や「夢」がたまごとなったもので、子供たちはみなこころのたまごを持っている。たまごは白く、黄色の天使の羽がついたハートのマークがついている。自然に生まれる前に無理やり心から抜き出されると後述の×たまになる。しゅごたまや×たまとは違い、浄化された直後以外は実体化していない。キャラ持ちの使用する技や物理的要因で壊れることもあり、破壊されたたまごの持ち主は夢や希望を失うために「ココロがからっぽの人間」になる。ただし、本人の心のありようによって再びこころのたまごが生まれることもある。イクトが「大人は無意識のうちに自分でたまごを壊してしまう」と語っている。
エンブリオ
どんな願いも叶うという特別なたまご。その姿は真っ白なたまごだが、第32話で現れた際は専務たちイースター社側は気付かなかった。イースター社の社員は御前のためにエンブリオを探している。当初は漠然とエンブリオはこころのたまごの中にあるということしか分かっておらず、二階堂は子供たちの心の弱い部分を突いて外へたまごを出させることで、歌唄たちは歌唄の歌の力により手当たり次第にたまごを抜き出すことで探し出そうとしていたため、大量に×たまを発生させる結果となった。この過程で偶然エンブリオ飛来が目撃されたことで、大量の×たまを集めた時に現れるのではないかとガーディアン側・イースター社側ともに考えるようになる。アニメ版の九十九らやルルの作戦もこの仮説に基づいている。後にアニメ第32話で正確には大量の×たまを浄化した時であることにイースター社専務のみが気づいた。さらに、第99話で、あむが大量の×たまを浄化した時にのみであること（歌唄が×たまを浄化した時には現れなかったため）も判明した。
だが、アニメ第102話にてこれまで「エンブリオ」とされてきた物は、ひかるの「こころのたまご」であったと判明し、エンブリオとは違うことが示されている。
×たま（ばつたま）
声 - 沢城みゆき
こころのたまごが持ち主が悩みを抱えたり、心の中から無理やり抜かれることで変化したもの。原作ではふりがなが「バツたま」になっていることがある（「×キャラ」も同様）。たまごは黒くなり、大きな白い×が付く。孵化する前に浄化するのが望ましいが、元に戻せないときは中のしゅごキャラごと壊すしかない。アニメ版では「ムーリ! ムーリ!」としゃべっている。二階堂の策略や歌唄やイクトの力により生まれることが多いが、それ以外に自然発生もし、アニメ第1期後半ではこれが特に多くなっている。
たまご状態での邪悪なエネルギーは微々たるものだが、数多く集めることで強力なものとなる。そのためイースター社もエンブリオ捜索過程で見つけた×たまを当初は「ガラクタ」として、×キャラになる前に見つけ次第破壊するようイクトに命じていたが、次第にブラックダイヤモンズ計画やイクトのバイオリン改造をはじめ×たまのエネルギーを利用するようになった。
アニメ第2期では歌唄が抜け×たまを大量に確保する手段を失った九十九らイースター社員が自然に発生した×たまを捕獲するシーンもあった。同じくアニメ第2期ではナゾたま期間が長かったため、あむのしゅごキャラ達は×キャラの名前を忘れるエピソードも。
×キャラ（ばつキャラ）
声 - 沢城みゆき
×たまが孵化したもの。総じて邪悪な性格。放っておくと暴走し悪さをするばかりでなく、持ち主の心の状態も危険になる。全身真っ黒で人型をしており、額に大きな×が付いている。×キャラが暴走している最中、持ち主は意識を失って倒れ、悪夢にうなされているような状態になる。多くの×キャラはその本来の姿の特徴を表したようなワンポイントを有し、しゅごキャラ本来の力を反転させたような攻撃を仕掛けてくる。攻撃時は持ち主の悩みが反映された、非常にネガティブな発言を繰り返す。浄化の際はそうした悩みを振り払うような言葉をかけることが多い。これには攻撃や動きを一時的に鈍らせる役割もある。
浄化後は一度しゅごキャラ形態となり浄化のお礼などを一言言ってからこころのたまごに戻り持ち主のところへ帰っていく場合と、しゅごキャラ形態を見せずにそのままたまごに戻る場合がある。引き起こした物理的な被害は浄化しても自然には元に戻らず、必要に応じて時にはアミュレットクローバーのリメイクハニーで、時には自力で直している。
ナゾたま
声 - 戸部公爾
アニメオリジナルの「?（はてな）」のマークがついた紫色のたまごで、初登場のアニメ第54話でややが名付けた。ルルの作り出す紫色のジュエリーにより抜き出されたこころのたまごが変化したもの。生まれると巨大化し、持ち主を飲み込んで暴走させる。これは「ナゾキャラなり」と呼ばれその際、額に白い「?」のマークが付く。ナゾキャラなりは持ち主の夢によって形態が異なるが、キャラなりの名前は必ず『○○ドリーム』となる（○○にはキャラなりごとに違う名前が入る）。迷いであれば内容は問わず、ささいな迷いでもナゾたまを生み出させることができる。迷いがない人物のたまごも抜き出すことはできるが、この場合パワーのみが発揮され暴走はせず、本人の欲求が満たされた時点で自然にこころのたまごに戻る。またルルの意思に反して彼女が被害を受けることもある。モチーフがキャラ持ちの人物だとさらにキャラなりもできる。ジュエリーを与えられた人物がキャラ持ちの場合、ナゾキャラ化したしゅごキャラとキャラなりをする。
あむのオープンハートは×たまにしか効かないため、浄化するにはいったん×たま化させる必要がある。そのために持ち主の心に響く言葉を投げかけ自らの行為を振り返らせている。この際額の「?」マークが「×」に変化し、さらに半透明の巨大な×たまに全身が包まれる。浄化すると持ち主とのキャラなりが解け、ナゾたまに戻ったあと通常のこころのたまごとなり持ち主の体に戻る。持ち主はこころのたまごがナゾたまに変化してから浄化されるまでの記憶は曖昧になるが、持っていた迷いは晴れる。またナゾキャラなり中の行為により被害があった場合、浄化と共に元に戻る。
ナゾたまを作り出すことには暴走を続けさせることで巨大な×たま化させ、エンブリオをおびき出す目的があるとアニメ第54話にて専務により説明されているが、実際にはその前にガーディアンにより阻止されている。

### しゅごキャラに関する能力
キャラチェンジ
しゅごキャラの力を借りてパワーアップすること。ベースとなったしゅごキャラの能力が使え、武器も使えるようになる場合もある。人によって、口調や性格までも影響されるパターン（あむ、唯世、なでしこ、りまなど）と、それほど影響されないパターン（イクト、歌唄、空海、やや、海里など）の2通りに分かれる。これはしゅごキャラ誕生の条件により決定される。キャラチェンジ中の人物は、身に付けている小物の一部などが変化したり追加されたりする。しゅごキャラがある程度近くにいなければ発動できない。略称は「キャラチェン」。自分以外のしゅごキャラとのキャラチェンジも可能。掛け声は3つに分かれてよく韻を踏む 。稀に×たまの力によりキャラチェンジすることがある。
キャラなり
しゅごキャラと一体化し変身すること。しゅごキャラの力が120%引き出される。キャラなりの直前にしゅごキャラはたまごに戻り、それが人間のなかに取り込まれることで起こる。この時のあむとややの髪型は縛っている部分が解け自然体になる。心が解放され、キャラチェンジよりもさらに強い能力を引き出し必殺技が使えるようになる。キャラなり中の人物は、全身がしゅごキャラのコンセプトに合わせたものに変化する。難易度はキャラチェンジよりも高い。持ち主が同じであれば別々のキャラなりを連続して行うことも可能。また、キャラチェンジ同様、自分以外のしゅごキャラとのキャラなりも可能ではあるが、自身もしゅごキャラ側も体力を急速に消耗するため、あまり長時間キャラなりすることはできない。このような不都合があるため、ミキやスゥは安易に他人とキャラなりすることは控えるよう言っている。しゅごキャラのみの意思で行うこともできる。キャラなり時には一緒にキャラなりしたしゅごキャラが精神体の状態で現れることがある。
同じしゅごキャラによる別人のキャラなりでのスタイルコンセプトの差は本人の意志の完成度によって左右され、ほとんど完成した意志に近い場合はしゅごキャラのスタイルの影響をある程度は制御したものになる。その一方では自分の無意識の意志による部分が追加されることがある。
キャラなりするところを第三者に見られたり正体が判明したりすることに直接の不都合はないが、エルがあむをキャラなりさせる場合などを除けば極力目立たないようにキャラなりしている。
決めゼリフは「（キャラなりする人物の一人称）のココロ アンロック」（原作では、アンロックの横に「解錠」とルビが振られ、アニメ版1年目では、決めゼリフの直後に、画面全体に解錠の文字が出る）。アニメ版であむ、ややは決めゼリフと共に胸（ハンプティ・ロック）の前で両手の親指と人差し指で四角形を作り、それを動かすことで開錠を表す。またアニメ版ではキャラなり直後に、持ち主としゅごキャラによるユニゾン発声でキャラなり名を名乗り、決めポーズをとる。なお、複数のしゅごキャラとのキャラなりも可能である。持ち主以外も可。
なんとなくレーダー
しゅごキャラ同士の気配を感じることができるレーダー。あくまでもなんとなくなので、誰の気配なのかはぼんやりとしか分からない。佐伯のぶ子の霊感の方がまだ当てにできる様子で、ガーディアンメンバーからの評価は散々である。

### 劇中に登場する組織
ガーディアン
聖夜学園小内においてキャラ持ちが所属する団体。
イースター社（イースターしゃ）
ガーディアンの敵。表向きは様々な分野で活躍する巨大企業だが、エンブリオを狙い日夜暗躍している。
ブラックダイヤモンズ
イースター社がエンブリオを集めるために結成したインディーズロックバンド。歌唄をボーカルとし、後にイクトも加入。
山吹コンツェルン（やまぶきコンツェルン）
アニメオリジナル。山吹沙綾の父が経営する会社。海外にも支部がある様子。

### 劇中に登場する場所
聖夜学園（せいよがくえん）
あむ達が通う学園。幼等部（幼稚園）から大学まである。広大な敷地を持つ。初等部（小学校）は「星組」と「月組」の2クラス編成となっており、校章は夜空の月と星がモチーフ。ロイヤルガーデンのお茶会の招待状にはこの校章と同じ模様の封印がしてある。
代々天河家の血筋の者が理事長をしている。理事長室にはプラネタリウムの建物に通じる隠し扉（本棚）があり、開けるとノブだけ扉のだまし絵やしゅごたま専用のドアなどがたくさん並んでいる長い階段に出る。
ロイヤルガーデン
聖夜学園内にあるガーディアンがお茶会や会議を行う場所。普通の生徒は入ることができず、学校の中とは思えないほど豪華で、薔薇など様々な花が咲き乱れ、噴水から流れ出す水による水路もある。
となみ商店街（となみしょうてんがい）
アニメオリジナル。CDショップなどの店が並ぶ商店街。

### 劇中に登場する道具など
ギャグマンガ大王（ギャグマンガだいおう）
流行のギャグ漫画。りまが大好きな作品でもある。作中に出てくる「バラバラーンス!」というセリフやそれに合わせた決めポーズは聖夜小でもブームを巻き起こした。りまはセリフを「バラーンス!」や「バラバランス」と間違えられたり、誤ったいい加減な決めポーズを取られると怒りだす。
ジュエリー
アニメオリジナル。ルルが作っているペンダント。ナゾたま発生を目的とした場合の色は紫色だが、ルルの母が常に身に着けているジュエリーの色は緑色。初期の頃はその話のメインとなるゲストの人物に渡していたが、最近は通りすがりの人物に渡すことの方が多い。キャラ持ちの人物に渡すと本人への影響に時間がかかり、しゅごキャラの方が真っ先に影響が起こる。
ハートロッド
アミュレットハートが使用する、トワリングバトン状のロッド。両端にはハート型の宝石のような飾りが付いている。一見するとステッキだが、実際は物理攻撃用の投てき武器。回転をつけて投げることで「スパイラルハート」という技を放つ。攻撃を受け止めたり、×たまを捕縛することもできる。アニメ版と原作とでは大きく形が異なり、アニメ版はよりステッキらしさが強調され、上級技のスパイラルハートスペシャルも存在する。

### ハンプティ・ロックとダンプティ・キー
この二つは互いに対になる存在であり、何かの節に共鳴することがあるが、その理由は定かではない。共に装飾部分は四葉のクローバーの形をしており、キャラ持ちとそのしゅごキャラをキャラなりさせる力を持つ。また持ち主と持ち主のものではないしゅごキャラとを、キャラなりさせることも可能である。
アニメ版では開錠を試みる際、あむとイクトのみ入り込める不思議な空間が広がる。
以前イクトがキーでロックを開錠しようと試みたが、鍵穴が塞がっていて入らなかった。しかしイクト奪還作戦の折、彼との戦闘の中でついにあむの手によって開錠される。その際エネルギーが溢れ出し洪水のようになり、あむと近くにいた唯世はシャボン玉のような泡の中に閉じ込められ、イクトの過去の記憶を見ることとなった。
また、いずれもあむのキャラなりの際にクリスタル部分がキャラのイメージカラーに光る（ラン＝ピンク、ミキ＝青、スゥ＝緑、ダイヤ＝黄、エル＝薄ピンク、イル＝濃ピンク、ダイチ＝薄緑、てまり＝赤紫、クスクス＝朱色、ムサシ＝深緑、リズム＝紫、ヨル＝藍色、キセキ＝薄青、ペペ＝淡いオレンジ。アミュレットフォーチュン時は透明）。
ダンプティ・キー
イクトが持っている鍵。かつてイクトの実父・月詠或斗が、唯世の実父・唯から贈られたものであったが、彼は失踪する際に唯世の父・唯にそれを預け、唯世の手元に渡った。その後イクトが「借りる」つもりでキーを持ち出し、後に返そうと辺里家に出向いたが、彼を忌み嫌っていた唯世の母・瑞恵がそれを叩き返した。このことを知らされなかった唯世はイクトがキーを盗んだと思っていたため、キーを巡って2人の間に対立が生まれることもあった。唯が或斗・奏子と共にヨーロッパの大学に通っていた際にアンティークショップで購入したもので、彼によると誤解やすれ違い、争いによって閉じてしまった心をアンロックするためのものらしい。人々の心をアンロックできるよう、そして奏子を幸せにするようと、唯は或斗に託した。彼はイクトが海外へ出立する際にキーの所持を認め、或斗との友情の証である思い出の品として彼に託した。
ハンプティ・ロック
あむが持っている錠。「3つのしゅごたまを持つ者」に託すため、初代Kが残し歴代ガーディアンが受け継いだもの。歌唄は「イクトと対になる錠」という理由で、またアニメ版では海里もゆかりの命令でこのロックを狙っていた。イクトもあむと出会った当初は狙っていた様子だが、あむをロックの持ち主と認めたためか手を出さなくなった。

## 書誌情報
本作の単行本がなかよしKC（特装版はプレミアムKC）より第12巻まで発売されている。
全ての巻に「通常版」と「特装版」の2種類が存在し、第1巻・第8巻・第10巻・第11巻には他に「限定版」も存在する。
特装版
キラキラスリーブ、オリジナルカバー、シークレットポストカード5枚がつき、なかよし本誌に掲載された扉絵もカラーで収録。
限定版
第1巻は特装版とはポストカードの絵柄が一部異なる。
第8巻は2009年版卓上カレンダーが付属。
第10巻は後述のミュージカル版を収録したDVDが付属。
第11巻は本編に登場する「こころのたまご」の絵本が付属している。
第12巻はドラマCDが付属している。
なおこれらの巻の本自体は、通常版と同じ内容である。

### コミックス（単行本）
| 巻数 | 初版発行/発売日                         | ISBN                                                                                |
| ---- | --------------------------------------- | ----------------------------------------------------------------------------------- |
| 1    | 2006年7月6日                            | 978-4-06-364113-4（通常版） 978-4-06-362059-7（限定版）                             |
| 1    | 2007年11月20日                          | 978-4-06-362059-7（特装版）                                                         |
| 2    | 2007年1月6日発行 （2006年12月28日発売） | 978-4-06-364129-5（通常版） 978-4-06-362071-9（特装版）                             |
| 3    | 2007年3月20日                           | 978-4-06-364139-4（通常版） 978-4-06-362075-7（特装版）                             |
| 4    | 2007年7月20日                           | 978-4-06-364156-1（通常版） 978-4-06-362087-0（特装版）                             |
| 5    | 2007年11月20日                          | 978-4-06-364167-7（通常版） 978-4-06-362094-8（特装版）                             |
| 6    | 2008年3月19日                           | 978-4-06-364182-0（通常版） 978-4-06-362104-4（特装版）                             |
| 7    | 2008年7月18日                           | 978-4-06-364192-9（通常版） 978-4-06-362118-1（特装版）                             |
| 8    | 2008年12月5日                           | 978-4-06-364204-9（通常版） 978-4-06-362125-9（限定版） 978-4-06-362124-2（特装版） |
| 9    | 2009年6月5日                            | 978-4-06-364222-3（通常版） 978-4-06-362141-9（特装版）                             |
| 10   | 2009年10月23日                          | 978-4-06-364237-7（通常版） 978-4-06-358304-5（限定版） 978-4-06-362150-1（特装版） |
| 11   | 2010年3月5日                            | 978-4-06-364251-3（通常版） 978-4-06-364823-2（限定版） 978-4-06-362157-0（特装版） |
| 12   | 2010年10月6日                           | 978-4-06-364279-7（通常版） 978-4-06-358330-4（限定版） 978-4-06-362172-3（特装版） |

- PEACH-PIT 『しゅごキャラ！ ジュエルジョーカー』 講談社〈KCデラックス / プレミアムKC〉、既刊2巻（2025年7月11日現在）
  1. 2025年2月13日発売[32][33]、ISBN 978-4-06-538469-5
    - （キラキラスリーブケース&イラストカード付き特装版）同日発売[32][34]、ISBN 978-4-06-538891-4

  2. 2025年7月11日発売[35]、ISBN 978-4-06-540064-7
    - （キラキラスリーブケース&イラストカード付き特装版）同日発売[36]、ISBN 978-4-06-540063-0

### 英訳版
Del Rey (Del Rey Manga) より英訳版が現在第9巻まで出版されている。
| タイトル       | 発売日         | ISBN              |
| -------------- | -------------- | ----------------- |
| Shugo Chara! 1 | 2007年3月27日  | 978-0-345-49745-1 |
| Shugo Chara! 2 | 2007年8月28日  | 978-0-345-49927-1 |
| Shugo Chara! 3 | 2008年2月12日  | 978-0-345-50146-2 |
| Shugo Chara! 4 | 2008年5月20日  | 978-0-345-50522-4 |
| Shugo Chara! 5 | 2008年12月30日 | 978-0-345-50804-1 |
| Shugo Chara! 6 | 2009年4月28日  | 978-0-345-51032-7 |
| Shugo Chara! 7 | 2009年9月29日  | 978-0-345-51430-1 |
| Shugo Chara! 8 | 2010年1月26日  | 978-0-345-51431-8 |
| Shugo Chara! 9 | 2010年7月27日  | 978-0-345-52082-1 |

### コミックス（新装版）
PEACH-PITの画業20周年を記念して刊行。カバーイラストは新たに描きおろされ、新作の4コマ漫画も収録されている。
| 巻数 | 初版発行/発売日 | 収録巻数             | ISBN              |
| ---- | --------------- | -------------------- | ----------------- |
| 1    | 2021年3月1日    | 単行本通常版1・2巻   | 978-4-06-522946-0 |
| 2    | 2021年3月1日    | 単行本通常版3・4巻   | 978-4-06-522947-7 |
| 3    | 2021年4月13日   | 単行本通常版5・6巻   | 978-4-06-522948-4 |
| 4    | 2021年4月13日   | 単行本通常版7・8巻   | 978-4-06-522950-7 |
| 5    | 2021年5月13日   | 単行本通常版9・10巻  | 978-4-06-522951-4 |
| 6    | 2021年5月13日   | 単行本通常版11・12巻 | 978-4-06-522952-1 |

## テレビアニメ
2007年10月よりテレビ東京で放送開始。テレビ東京系列の地方局5局、中京圏・関西圏の独立UHF局4局やアニメシアターXなどのCS局へのネットも行われた。テレビ東京では毎週土曜日朝9時30分 - 10時00分に放送されたが、その他のテレビ東京系列局では放送時間が異なる。ハイビジョン制作。
2008年10月より新シリーズ『しゅごキャラ!! どきっ』となり、2009年10月より『しゅごキャラ！ パーティー！』となった。『パーティー！』は『しゅごキャラ!! どきっ』の続編『しゅごキャラ!!! どっきどき』とショートアニメーションコーナー『しゅごキャラぷっちぷち！』、ミニコーナーで構成されるコンプレックス形式番組になっている。なお、これによりオープニングが2回（同じ物ではない）流れるという現象が発生している。番組MCにはしゅごキャラエッグ!（譜久村聖、佐保明梨、前田彩里、田邉奈菜美）を起用している。
話数カウントは『しゅごキャラ！』から『しゅごキャラ!! どきっ』までは継続してカウントされ、『しゅごキャラ!!! どっきどき』からは別カウントになっている。エンドカードは1年目は全話アミュレットハートだったが、2年目は本編の1シーンを用いたものになり、毎週違うものが放送される。ただし、テレビ東京では『ケロロ軍曹』のクロスプログラムが入るため、エンドカードは数コマしか表示されない。
アニメではオリジナルエピソードが挿入されたり、場合によりデザインやエピソードの時間軸や場所が変更されたりしている。特に第1話ではイクトとあむの出会い方やあむがいきなりキャラなりできる（原作での初登場は第5話終盤）こと、原作での御前であるひかるの存在が大幅に改変されている。またオリジナルのキャラクターや必殺技、アイテムも登場する。アニメ製作には原作者であるPEACH-PITも関わっており、『どきっ』オリジナルキャラクターのルルのキャラクターデザインなども行っている。
また2008年10月1日から12月24日まで、深夜枠での再放送『みればいーじゃん！しゅごキャラ！ナイト』が関東ローカルで放送された。(毎週水曜深夜3時05分-)
『しゅごキャラ！』冒頭の英語によるナレーションのアバンタイトルは、『どきっ』からはラン、ミキ、スゥによるあらすじ紹介に変更されている。その紹介時に「どきっ！」と手でハートマークで締めるシーンがあるが、センター位置にくるキャラが毎週変わっている（そうでないシーンの締め方もあり）。たまに他のしゅごキャラがゲストで出てくることがある。
玩具・文具などの低年齢層（主に小学校低学年）向け商品にも力を入れたり、講談社の児童向け雑誌『たのしい幼稚園』や『おともだち』（2008年3月号から8月号まで掲載、その後『どきっ』放送開始時に復帰）、およびそれらの派生誌『たの幼ひめぐみ』・『おともだちピンク』にも連載されている。
放送開始から2009年2月頃までは現実世界と劇中の季節変化（夏休み、クリスマス、お正月、バレンタインなど）がリンクしていたが、74話のホワイトデーを最後にリンクしなくなった。

### スタッフ
|                               | 1年目                                | どきっ                               | どっきどき                           |
| ----------------------------- | ------------------------------------ | ------------------------------------ | ------------------------------------ |
| 原作                          | PEACH-PIT                            | PEACH-PIT                            | PEACH-PIT                            |
| 総監督                        | -                                    | -                                    | 安田賢司                             |
| 監督                          | 安田賢司                             | 安田賢司                             | 伊藤達文                             |
| シリーズ構成                  | 島田満                               | 大野木寛                             | 大野木寛                             |
| キャラクターデザイン          | 崔ふみひで                           | 崔ふみひで                           | 崔ふみひで                           |
| 美術監督                      | 榊枝利行                             | 榊枝利行                             | 榊枝利行                             |
| 色彩設計                      | 品地奈々絵                           | 品地奈々絵                           | 品地奈々絵                           |
| 撮影監督                      | 岩崎敦                               | 岩崎敦                               | 岩崎敦                               |
| 編集                          | 肥田文                               | 肥田文                               | 肥田文                               |
| 音響監督                      | 明田川進                             | 明田川進                             | 明田川進                             |
| 音楽                          | Di'LL                                | Di'LL                                | Di'LL                                |
| プロデューサー                | 具嶋朋子→吉野文                      | 吉多奈央                             | -                                    |
| プロデューサー                | 八田紳作                             | 鈴木隆浩                             | -                                    |
| プロデューサー                | 中村伸一                             |                                      | -                                    |
| スーパーバイザー              | -                                    | 佐藤順一                             | 佐藤順一                             |
| アニメーション プロデューサー | 岸本鈴吾                             | 金子文雄                             | -                                    |
| アニメーション制作            | サテライト                           | サテライト                           | サテライト                           |
| 製作                          | テレビ東京、テレビ東京メディアネット | テレビ東京、テレビ東京メディアネット | テレビ東京、テレビ東京メディアネット |
| 製作                          | ポニーキャニオン                     | ポニーキャニオン                     | エンブリオ捜索隊                     |

### 主題歌

#### オープニングテーマ
『しゅごキャラ！』
「こころのたまご」（第1 - 26話）
作詞 - 川上夏季 / 作曲 - ムラマツテツヤ / 編曲 - 安部潤 / 歌 - Buono!
「みんなだいすき」（第27 - 51話）
作詞 - C.Piece / 作曲 - AKIRASTAR / 編曲 - 安部潤 / 歌 - Buono!

『しゅごキャラ!! どきっ』
「みんなのたまご」（第52 - 64話）
作詞 - 川上夏季 / 作曲 - 日比野裕史 / 編曲 - 安部潤 / 歌 - しゅごキャラエッグ!
「しゅごしゅご!」（第65 - 76話）
作詞 - 川上夏季 / 作曲 - TATSUYA / 編曲 - 安部潤 / 歌 - しゅごキャラエッグ!
「おまかせ♪ガーディアン」（第77 - 89話）
作詞 - 川上夏季 / 作曲 - 斎藤悠弥 / 編曲 - 斎藤悠弥 / 歌 - ガーディアンズ4
「School Days」（第90 - 102話）
作詞 - 川上夏季 / 作曲 - BOUNCEBACK / 編曲 - 日比野裕史 / 歌 - ガーディアンズ4

『しゅごキャラパーティー!』
「PARTY TIME」（第103 - 115話）
作詞 - 川上夏季 / 作曲・編曲 - 日比野裕史 / 歌 - ガーディアンズ4
「Going On!」（第116 - 127話）
作詞 - 川上夏季 / 作曲・編曲 - 斎藤悠弥 / 歌 - ガーディアンズ4

『しゅごキャラ!!! どっきどき』
「わたしのたまご」（第103 - 115話）
作詞 - 川上夏季 / 作曲・編曲 - 木之下康行 / 歌 - しゅごキャラエッグ!
「ありがとう 〜大きくカンシャ!〜」（第116 -125話）
作詞 - 川上夏季 / 作曲・編曲 - 原田ナオ / 歌 - しゅごキャラエッグ!

#### エンディングテーマ
『しゅごキャラ！』
「ホントのじぶん」（第1 - 12話）
作詞 - 岩里祐穂 / 作曲 - 木之下慶行 / 編曲 - 西川進 / 歌 - Buono!
「恋愛♥ライダー」（第13 - 26話）
作詞 - 岩里祐穂 / 作曲 - AKIRASTAR / 編曲 - 西川進 / 歌 - Buono!
「Kiss!Kiss!Kiss!」（第27 - 39話）
作詞 - 岩里祐穂 / 作曲 - 井上慎二郎 / 編曲 - 西川進 / 歌 - Buono!
「ガチンコでいこう!」（第40 - 51話）
作詞 - 岩里祐穂 / 作曲 - ムラマツテツヤ / 編曲 - 西川進 / 歌 - Buono!

『しゅごキャラ!! どきっ』
「ロッタラロッタラ」（第52 - 68話）
作詞 - 岩里祐穂 / 作曲 - 井上慎二郎 / 編曲 - 西川進 / 歌 - Buono!
「co・no・mi・chi」（第69 - 76話）
作詞 - 三浦徳子 / 作曲 - つんく♂ / 編曲 - AKIRASTAR・中山信彦 / 歌 - Buono!
「MY BOY」（第77 - 89・86話を除く）
作詞 - 三浦徳子 / 作曲 - つんく / 編曲 - 西川進 / 歌 - Buono!
「シークレットプリンセス」（第86話）
作詞 - 齋藤恵 / 作曲 - 市川淳 / 編曲 - Di'LL / 歌 - 桜井優亜（釘宮理恵）
「Take It Easy!」（第90 - 101話）
作詞 - 三浦徳子 / 作曲 - つんく / 編曲 - 西川進 / 歌 - Buono!
「ホントのじぶん」（第102話）
作詞 - 岩里祐穂 / 作曲 - 木之下慶行 / 編曲 - 西川進 / 歌 - Buono!

『しゅごキャラパーティー!』
「Bravo☆Bravo」（第103 - 115話）
作詞 - 三浦徳子 / 作曲 - つんく / 編曲 - 西川進 / 歌 - Buono!
「Our Songs」（第116 - 126話）
作詞 - 三浦徳子 / 作曲 - つんく / 編曲 - 西川進 / 歌 - Buono!
「ありがとう 〜大きくカンシャ!〜」（第127話）
作詞 - 川上夏季 / 作曲・編曲 - 原田ナオ / 歌 - しゅごキャラエッグ!

#### 劇中歌/挿入歌
『しゅごキャラ！』
「迷宮バタフライ」（第12話・13話・14話・19話・26話・27話・28話・53話・121話）
作詞 - PEACH-PIT、斉藤恵 / 作曲 - dAicE / 編曲 - 斉藤悠弥 / 歌 - ほしな歌唄（水樹奈々）
第14話では山吹沙綾による歌唱。
「BLACK DIAMOND」（第39話・40話・41話・42話・53話）
作詞 - PEACH-PIT、斉藤恵 / 作曲 - 伊橋成哉 / 編曲 - 上杉洋史 / 歌 - ブラックダイヤモンズ Vo：ほしな歌唄（水樹奈々）
メジャー・バージョンでのヴァイオリンの演奏もイクトによるものとされている。
「ゆめのつぼみ」（第42・43話）
作詞 - PEACH-PIT、斉藤恵 / 作曲・編曲 - Di'll / 歌 - ほしな歌唄（水樹奈々）
作中では幼少期の歌唄が歌唱する別バージョンも登場する。そのバージョンでのヴァイオリンの演奏もイクトによるものとされている。
「僕達の地球」（第45話）
作詞 - 斉藤恵 / 作曲・編曲 - Di'll
劇中にて聖夜小合唱コンクールでの合唱曲として使用された。
「Heartful Song」（第47・55話・59話・86話）
作詞 - 斉藤恵 / 作曲 - 市川淳 / 編曲 - 上杉洋史 / 歌 - ほしな歌唄（水樹奈々）
作中では歌唄による作詞、イクトによる作曲とされている。
『しゅごキャラ!! どきっ』でも引き続き使用されている。第59話ではひとみによる歌唱。
「勇気の歌」（第49話）
作詞 - 斉藤恵 / 作曲・編曲 - Di'll
作中では、あむが歌いイクトが伴奏をする形で放送された。

『しゅごキャラ!! どきっ』
「最強LOVE POWER」（第62話）
作詞 - 斉藤恵 / 作曲 - 市川淳 / 歌 - あむ with ラン・ミキ・スゥ（伊藤かな恵・阿澄佳奈・加藤奈々絵・豊崎愛生）
「Happy X'mas」（第63話）
作詞 - 斉藤恵 / 作曲 - 市川淳 / 歌 - あむ with ラン・ミキ・スゥ（伊藤かな恵・阿澄佳奈・加藤奈々絵・豊崎愛生）
「いいことありそう」（第64話）
作詞・編曲 - 斉藤恵 / 作曲 - 酒井ミキオ / 歌 - ラン・ミキ・スゥ（阿澄佳奈・加藤奈々絵・豊崎愛生）
「君のBirthday」（第69話）
作詞 - 斉藤恵 / 作曲・編曲 - 柿島伸次 / 歌 - 日奈森あむ（伊藤かな恵）
「にじいろキャラチェンジ!」（第73話）
作詞 - 斉藤恵 / 作曲 - 柿島伸治 / 編曲 - 上杉洋史 / 歌 - あむ with ラン・ミキ・スゥ（伊藤かな恵・阿澄佳奈・加藤奈々絵・豊崎愛生）
「シークレットプリンセス」（第86話）
作詞 - 斉藤恵 / 作曲 - 市川淳 / 編曲 - Di'LL / 歌 - 桜井優亜（釘宮理恵）
伴奏のみ第85話より使用。第86話エンディングテーマ。
「太陽が似合うよ」（第93・105話）
作詞 - 斉藤恵 / 作曲 - 伊橋成哉 / 編曲 - 山崎淳 / 歌 - ほしな歌唄（水樹奈々）
『しゅごキャラ!!! どっきどき』でも引き続き使用されている。
「ホントのじぶん」（第102話）
作詞 - 岩里祐穂 / 作曲 - 木之下慶行 / 編曲 - 西川進 / 歌 - Buono!

『しゅごキャラ!!! どっきどき』
「大きくなぁれ!」（第107話）
作詞・作曲・編曲 - 斎藤恵 / 歌 - 結木やや（中村知子）
「花手紙」（第109話）
作詞・作曲・編曲 - 斎藤恵 / 歌 - 藤咲なでしこ・なぎひこ（千葉紗子）
「茜色の空」（第121話）
作詞 - 斎藤恵 / 作曲 - 市川淳 / 編曲 - 町田トシユキ / 歌 - ほしな歌唄（水樹奈々）
「こころのたまご」（第127話）
作詞 - 川上夏季 / 作曲 - ムラマツテツヤ / 編曲 - 安部潤 / 歌 - Buono!
その他、『キャラクターソングコレクション3』に収録されている曲が「しゅごキャラ! 図鑑」のコーナーでOAされた。

### 各話リスト
- 話数内の「☆」は、ほぼ全編アニメオリジナルエピソードの回。主にクールを繋ぐために集中して放送することが多い。
- 視聴率は本放送のデータ（ビデオリサーチ調べ・関東地区）

### 放送局

#### 3期全て放送のネット局
| 放送地域       | 放送局         | 放送期間                                                   | 放送日時                            | 系列           | 備考              |
| -------------- | -------------- | ---------------------------------------------------------- | ----------------------------------- | -------------- | ----------------- |
| 関東広域圏     | テレビ東京     | 2007年10月6日 - 2010年3月27日                              | 土曜 9:30 - 10:00                   | テレビ東京系列 | 制作局            |
| 岡山県・香川県 | テレビせとうち | 2007年10月7日 - 2010年3月28日                              | 日曜 7:00 - 7:30                    | テレビ東京系列 | 1日遅れ           |
| 福岡県         | TVQ九州放送    | 2007年10月7日 - 2010年3月28日                              | 日曜 7:00 - 7:30                    | テレビ東京系列 | 1日遅れ           |
| 大阪府         | テレビ大阪     | 2007年10月7日 - 2010年3月28日                              | 日曜 10:30 - 11:00                  | テレビ東京系列 | 1日遅れ           |
| 愛知県         | テレビ愛知     | 2007年10月14日 - 2010年4月4日                              | 日曜 6:30 - 7:00                    | テレビ東京系列 | 8日遅れ           |
| 北海道         | テレビ北海道   | 2007年10月14日 - 2010年4月4日                              | 日曜 7:00 - 7:30                    | テレビ東京系列 | 8日遅れ           |
| 三重県         | 三重テレビ     | 2007年10月18日 - 2010年4月15日                             | 木曜 17:00 - 17:30                  | 独立UHF局      | 12日遅れ          |
| 岐阜県         | 岐阜放送       | 2007年10月21日 - 2009年4月5日 2009年4月10日 - 2010年4月9日 | 日曜 8:00 - 8:30 金曜 17:30 - 18:00 | 独立UHF局      | 15日遅れ 13日遅れ |
| 奈良県         | 奈良テレビ     | 2008年3月24日 - 2010年10月19日 2010年10月25日 - 11月15日   | 火曜 18:30 - 19:00 月曜 7:30 - 7:59 | 独立UHF局      | 8か月遅れ         |
| 滋賀県         | びわ湖放送     | 2008年3月31日 - 2010年9月13日                              | 月曜 18:30 - 19:00                  | 独立UHF局      | 5か月遅れ         |

#### 途中打ち切りのネット局
| 放送地域       | 放送局             | 放送期間                                                                      | 放送日時                                                 | 系列           | 備考                           |
| -------------- | ------------------ | ----------------------------------------------------------------------------- | -------------------------------------------------------- | -------------- | ------------------------------ |
| 長崎県         | 長崎国際テレビ     | 2007年11月16日 - 2009年12月18日                                               | 金曜 15:55 - 16:25                                       | 日本テレビ系列 | 3か月遅れ 『どきっ』までの放送 |
| 石川県         | 北陸放送           | 2008年9月29日 - 2009年3月23日 2009年3月30日 - 7月13日 2009年7月20日 - 10月5日 | 月曜 16:25 - 16:52 月曜 15:58 - 16:25 月曜 16:00 - 16:27 | TBS系列        | 1年遅れ 1年目のみ放送          |
| 岩手県         | 岩手めんこいテレビ | 2008年5月7日 - 2010年5月12日                                                  | 水曜 17:24 - 17:54                                       | フジテレビ系列 | 7か月遅れ 『どきっ』までの放送 |
| 鳥取県・島根県 | 日本海テレビ       | 2008年5月13日 - 2010年6月1日                                                  | 火曜 15:55 - 16:24                                       | 日本テレビ系列 | 7か月遅れ 『どきっ』までの放送 |

上記の他、AT-Xやキッズステーションでも放送された。
日本国外では台湾のカートゥーン ネットワーク（無印のみ放送）、ディズニー・チャンネル（どきっ、パーティー！を放送）、香港の無綫電視翡翠台（『守護蛋精靈』（無印））韓国のトゥーニバース等で放送された。
| テレビ東京 土曜 9:30 - 10:00                                                  | テレビ東京 土曜 9:30 - 10:00                                     | テレビ東京 土曜 9:30 - 10:00                                                        |
| 前番組                                                                        | 番組名                                                           | 次番組                                                                              |
| ----------------------------------------------------------------------------- | ---------------------------------------------------------------- | ----------------------------------------------------------------------------------- |
| ぷるるんっ!しずくちゃん 【改題のうえ、日曜9:00 - 9:30（同時ネット枠）へ移動】 | しゅごキャラ！ ↓ しゅごキャラ!! どきっ ↓ しゅごキャラパーティー! | ジュエルペット てぃんくる☆ 【前作の日曜9:30 - 10:00（同時ネット枠）から移動、改題】 |

## ミュージカル
2009年8月13日 - 2009年8月23日まで、博品館劇場にて、「ミュージカル『しゅごキャラ！』」が公演された。
ミュージカルの模様は、DVD付き限定版『しゅごキャラ！』第10巻として発売されている。
内容は、アニメ版第1期を凝縮したようなストーリーとなっている。登場人物は、アニメのキャラクターとそっくりな衣装や髪型（あむ役はピンク髪、やや役はオレンジ髪など）が徹底されている。しゅごキャラたちは人形で登場し、声はアニメの声優がそのまま担当した。×たまや×キャラは、全身黒い服を着た出演者が舞台を駆け回るようにして表現された。キャラなりのシーンは、アニメでは一瞬だが、舞台では着替える必要があるためやや時間を要する。主人公のあむは、アミュレットハート・アミュレットスペード・アミュレットエンジェル・アミュレットダイヤ、にキャラなりした（衣装が替わった）。他のガーディアンもラストシーンではすべてキャラなりしている。ミュージカルなので歌を歌うが、アニメで歌われた曲は出てこず、ミュージカルのオリジナル曲が歌われた。
| M1  | ミュージカル『しゅごキャラ！』のテーマ |
| M2  | 歌唄の想い                             |
| M3  | ×たまのテーマ                          |
| M4  | あむの迷い                             |
| M5  | イクトの憂い                           |
| M6  | イースターの陰謀                       |
| M7  | 変わらないモノ                         |
| M8  | 三つの想い                             |
| M9  | ココロのたまご                         |
| M10 | ウワサのCD                             |
| M11 | 大丈夫だよ                             |
| M12 | ブラックダイヤモンド                   |
| M13 | 戦いの価値                             |
| M14 | 迷宮バタフライ                         |

スタッフ
- 原作 - PEACH-PIT
- 脚本・演出 - 金房実加

キャスト一覧
- 役名は、ミュージカルの公式サイトに従った。
- 辺里唯世と鈴木君はアニメでは男性だが、この舞台では女性が担当して男性役を演じた。藤咲なでしこも女性が担当した。

| 役名         | 出演者     | 備考                             |
| ------------ | ---------- | -------------------------------- |
| 日奈森あむ   | 前田憂佳   | ガーディアン                     |
| 辺里唯世     | 疋田英美   | ガーディアン                     |
| 藤咲なでしこ | 福田花音   | ガーディアン                     |
| 相馬空海     | 小関裕太   | ガーディアン                     |
| 結木やや     | 田村芽実   | ガーディアン                     |
| 真城りま     | 柳下花恋   | ガーディアン                     |
| 三条海里     | 澤田怜央   | ガーディアン                     |
| 月詠イクト   | KENN       | イースター                       |
| ほしな歌唄   | 米村美咲   | イースター                       |
| 三条ゆかり   | 鴻上久美子 | イースター                       |
| 鈴木君       | 叶結花     | 生徒役                           |
| ちか         | 佐保明梨   | 生徒 ダンサー ×キャラ なども含む |
| さくら       | 和田彩花   | 生徒 ダンサー ×キャラ なども含む |
| さやか       | 小倉唯     | 生徒 ダンサー ×キャラ なども含む |
| マキ         | 青木梨乃   | 生徒 ダンサー ×キャラ なども含む |
| 相場         | 木下綾菜   | 生徒 ダンサー ×キャラ なども含む |
| 鳩羽雪       | 川本まゆ   | 生徒 ダンサー ×キャラ なども含む |
| のどか       | ひな実     | 生徒 ダンサー ×キャラ なども含む |
| 二宮         | 小野田美夕 | 生徒 ダンサー ×キャラ なども含む |
| すみれ       | 指出麻琴   | 生徒 ダンサー ×キャラ なども含む |
| ふたば       | 赤須千夏   | 生徒 ダンサー ×キャラ なども含む |

## 商品展開
1年目の玩具スポンサーはタカラトミーが担当していたが、2年目でも商品は継続して発売するも2008年8月にスポンサーからは撤退。タカラトミー撤退後は2008年12月まではエポック社、2009年1月からはセガトイズがスポンサーとなっているが、いずれのメーカーからも本作関連の玩具発売はなかった。やまとのデコれっちゅシリーズ（フィギュア）やタカラトミーアーツ（旧ユージン）のトレーディングフィギュアなどは引き続き発売された。2010年3月はタカラトミーアーツが正式にスポンサーに加わっていた。
また、女児ものにありがちな商品展開と違い、たとえ後で味方になる前提があるとしても、最初から敵側のキャラクター（イクト・歌唄）も製品のラインナップに入っている 。

### CD
全てポニーキャニオンから発売。
主題歌
- ホントのじぶん（2008年2月6日、PCCA-02552（初回限定盤）、PCCA-70197（通常盤））
- 恋愛♥ライダー（2008年2月6日、PCCA-02602（初回限定盤）、PCCA-70206（通常盤））
- Kiss!Kiss!Kiss!（2008年5月14日、PCCA-02672（初回限定盤）、PCCA-70215（通常盤））
- ガチンコでいこう!（2008年8月20日、PCCA-02731（初回限定盤）、PCCA-70223（通常盤））
- ロッタラ ロッタラ（2008年11月12日、PCCA-02775（初回限定盤）、PCCA-70229（通常盤））
- みんなのたまご（2008年12月10日、PCCA-02784（初回限定盤）、PCCA-70230（通常盤））
- co・no・mi・chi（2009年1月21日、PCCA-02818（初回限定盤）、PCCA-70233（通常盤））
- しゅごしゅご!（2009年2月25日、PCCA-02850（初回限定盤）、PCCA-70239（通常盤））
- MY BOY（2009年4月29日、PCCA-02923（初回限定盤）、PCCA-70247（通常盤））
- おまかせ♪ガーディアン（2009年5月27日、PCCA-02911（初回限定盤）、PCCA-02979（通常盤））
- Take It Easy!（2009年8月26日、PCCA-02987（初回限定盤）、PCCA-70252（通常盤））
- School Days（2009年9月2日、PCCA-03000（初回限定盤）、PCCA-03001（通常盤））
- PARTY TIME/わたしのたまご（2009年11月18日、PCCA-03046（初回限定盤）、PCCA-70261（通常盤））
- Bravo☆Bravo（2009年12月16日、PCCA-03045（初回限定盤）、PCCA-70260（通常盤））
- Going On!（2010年1月20日、PCCA-（初回限定盤）、PCCA-70270（通常盤））
- Our Songs（2010年2月3日、PCCA-03081（初回限定盤）、PCCA-（通常盤））

挿入歌・キャラクターソングシングル
- 迷宮バタフライ（2007年12月19日、PCCG-70020（初回限定盤）、PCCG-70021（通常盤））
- BLACK DIAMOND（2008年8月6日、PCCG-70028（初回限定盤）、PCCG-70029（通常盤））
- にじいろキャラチェンジ!（2008年11月5日、PCCG-70030）

アルバム
- しゅごキャラ! キャラクターソングコレクション（2009年3月18日、PCCG-00948）
- しゅごキャラ! キャラクターソングコレクション2（2009年8月5日、PCCG-00977）
- しゅごキャラ! キャラクターソングコレクション3（2010年2月17日、PCCG-01029）
- しゅごキャラ!ソング♪ベスト（2010年3月10日、PCCA-03109（初回限定盤）、PCCA-03110（通常盤））

### DVD
DVDシリーズ
『しゅごキャラ！』（通常版）
- DVD『しゅごキャラ！ 1』（1 - 3話収録、2008年2月20日）
- DVD『しゅごキャラ！ 2』（4 - 6話収録、2008年3月19日）
- DVD『しゅごキャラ！ 3』（7 - 10話収録、2008年4月16日）
- DVD『しゅごキャラ！ 4』（11 - 13話収録、2008年5月21日）
- DVD『しゅごキャラ！ 5』（14 - 16話収録、2008年6月18日）
- DVD『しゅごキャラ！ 6』（17 - 19話収録、2008年7月16日）
- DVD『しゅごキャラ！ 7』（20 - 22話収録、2008年8月20日）
- DVD『しゅごキャラ！ 8』（23 - 26話収録、2008年9月17日）
- DVD『しゅごキャラ！ 9』（27 - 29話収録、2008年10月15日）
- DVD『しゅごキャラ！ 10』（30 - 32話収録、2008年11月19日）
- DVD『しゅごキャラ！ 11』（33 - 35話収録、2008年12月17日）
- DVD『しゅごキャラ！ 12』（36 - 39話収録、2009年1月21日）
- DVD『しゅごキャラ！ 13』（40 - 42話収録、2009年2月18日）
- DVD『しゅごキャラ！ 14』（43 - 45話収録、2009年3月18日）
- DVD『しゅごキャラ！ 15』（46 - 48話収録、2009年4月15日）
- DVD『しゅごキャラ！ 16』（49 - 51話収録、2009年5月20日）

『しゅごキャラ!! どきっ』（通常版）
- DVD『しゅごキャラ!! どきっ 1』（52 - 54話収録、2009年6月17日）
- DVD『しゅごキャラ!! どきっ 2』（55 - 57話収録、2009年7月15日）
- DVD『しゅごキャラ!! どきっ 3』（58 - 60話収録、2009年8月19日）
- DVD『しゅごキャラ!! どきっ 4』（61 - 64話収録、2009年9月16日）
- DVD『しゅごキャラ!! どきっ 5』（65 - 67話収録、2009年10月21日）
- DVD『しゅごキャラ!! どきっ 6』（68 - 70話収録、2009年11月18日）
- DVD『しゅごキャラ!! どきっ 7』（71 - 73話収録、2009年12月16日）
- DVD『しゅごキャラ!! どきっ 8』（74 - 76話収録、2010年1月20日）
- DVD『しゅごキャラ!! どきっ 9』（77 - 79話収録、2010年2月17日）
- DVD『しゅごキャラ!! どきっ 10』（80 - 82話収録、2010年3月17日）
- DVD『しゅごキャラ!! どきっ 11』（83 - 86話収録、2010年4月21日）
- DVD『しゅごキャラ!! どきっ 12』（87 - 89話収録、2010年5月19日）
- DVD『しゅごキャラ!! どきっ 13』（90 - 92話収録、2010年6月16日）
- DVD『しゅごキャラ!! どきっ 14』（93 - 95話収録、2010年7月21日）
- DVD『しゅごキャラ!! どきっ 15』（96 - 98話収録、2010年8月18日）
- DVD『しゅごキャラ!! どきっ 16』（99 - 102話収録、2010年9月15日）

『しゅごキャラ!!! どっきどき』（通常版）
- DVD『しゅごキャラ!!! どっきどき 1』（1 - 6話収録、2010年10月20日）
- DVD『しゅごキャラ!!! どっきどき 2』（7 - 13話収録、2010年11月17日）
- DVD『しゅごキャラ!!! どっきどき 3』（14 - 19話収録、2010年12月15日）
- DVD『しゅごキャラ!!! どっきどき 4』（20 - 25話収録、2011年1月19日）

『しゅごキャラぷっちぷち！』
- DVD『しゅごキャラぷっちぷち！ 1』（1 - 12話収録、2010年4月21日）
- DVD『しゅごキャラぷっちぷち！ 2』（13 - 24話収録、2010年5月21日）
- DVD『しゅごキャラぷっちぷち！ 3』（25 - 36話収録、2010年6月16日）
- DVD『しゅごキャラぷっちぷち！ 4』（37 - 50話収録、2010年7月21日）

DVDBOX
『しゅごキャラ！ アミュレットBOX』

- しゅごキャラ！ アミュレットBOX (1)（1 - 13話収録、2008年3月21日）
- しゅごキャラ！ アミュレットBOX (2)（14 - 26話収録、2008年8月20日）
- しゅごキャラ！ アミュレットBOX (3)（27 - 39話収録、2008年11月19日）
- しゅごキャラ！ アミュレットBOX (4)（40 - 51話収録、2009年2月18日）

『しゅごキャラ!! どきっ』
- しゅごキャラ!! どきっ DVD-BOX (1)（52 - 76話収録、2009年12月16日）
- しゅごキャラ!! どきっ DVD-BOX (2)（77 - 102話収録、2010年8月18日）

実写
- ミュージカルDVD『しゅごキャラ！』（コミックス第10巻DVD付き限定版に付属、2009年10月23日）
- しゅごキャラ！ クリップ♪ベスト（2010年3月17日、PCBP-51976）

### ゲーム
- しゅごキャラ! 3つのたまごと恋するジョーカー（2008年3月13日、コナミデジタルエンタテインメント）[47]
  - ジャンル - あむちゃんなりきりアドベンチャー
  - 対応機種 - ニンテンドーDS
  - 恋愛シミュレーションゲームとミニゲーム集を組み合わせた内容となっている。
- しゅごキャラ! あむのにじいろキャラチェンジ（2008年11月6日、コナミデジタルエンタテインメント）[48]
  - ジャンル - キャラチェンジアドベンチャー
  - 対応機種 - ニンテンドーDS
  - 大まかな内容は前作を踏襲しているが、女性キャラクターとも仲良くする（恋愛シミュレーションゲームで言うところの「攻略対象」とする）ことが出来るようになっている。
- アミュレットしゅごたま
  - タカラトミーから発売。玩具タイプの育成ゲーム。
  - このゲームのみ現れるしゅごキャラがおり、それらはアミュレットフローカードvol.2にも登場。
- しゅごキャラ! ノリノリ!キャラなりズム♪（2009年8月6日、コナミデジタルエンタテインメント）[49]
  - 対応機種 - ニンテンドーDS
  - 「しゅごキャラ！」DSゲーム第3弾。前2作から一変し、キャラソンに合わせてゲームを進行する「リズムゲーム」になった。ストーリーは歌でしか浄化出来ない新種の×たま「♪（うた）たま」を浄化するためにあむになってダンスレッスンや実戦（ダンス）をしながら進めていく。アニメ第85・86話登場の優亜とセシルが助っ人として登場する。2人は本来は本作のためにデザインされたものである。なお、アニメでは未登場だった2人の本来のキャラなり姿がゲーム中で披露される。

### オンラインゲーム
『ECO×しゅごキャラ！』。2010年3月12日より『エミル・クロニクル・オンライン』とのコラボレーションとして期間限定アイテム（ECOくじ、ダンロードパッケージ）が購入可能だった。

## 派生作品
四コマ漫画しゅごキャラちゃん!（漫画 - ナフタレン水嶋）
なかよしにて連載。
四コマ漫画しゅごキャラ!ちゃんきっず☆（漫画 - きのみん）
Yahoo!きっずの春休み特集2008とクリスマス特集2008にて連載。

## パロディ
ケロロ軍曹 (アニメ)
306話Aパートでパロディ化。ラン、ミキ、オルテガという名前の守護精霊のほか、主人公ケロロが「我が輩のサイフアンロック!!」との発言をしている。タイトルも「しゅごケロ どっきどきパーティ！」である。
黒魔女さんが通る!!
小説の9巻（黒魔女さんが通る!! PART9 世にも魔界な小学校の巻）、10巻（黒魔女さんのクリスマス 黒魔女さんが通る!!PART10）、14巻（黒魔女さんが通る!! PART14 5年生は、つらいよ!の巻）で『しゅごキャラ！』のギャグとして黒魔女ギュービッドが「すごい」を「しゅご」と使うようになる。
主人公、黒鳥千代子が少女漫画雑誌『なかよし』を買っているため、『なかよし』の漫画のネタが多い。
初恋ランチボックス
『なかよし』の2010年6月号での漫画第6話（「やせたい女子」）で『しゅごキャラ！』のキャラクター弁当が描かれた。